# 阿巴尤達亞
阿巴尤達亞，在盧干達語解作猶大的人民，是烏干達東部一個猶太教的族群，人口約2000人。
他們都是虔誠的在實踐自己的信仰，包括進食符合教規的食物和守安息日。他們的信仰被猶太教正統派認可，但是村民們仍然在尋求轉向更嚴格的拉比派猶太教。
他們的人口一度有3000人，但因前獨裁者伊迪·阿明的逼害，人數下降到300人，他們有些人已經學會了希伯來語。